# موان رضوان
موان رضوان (انگلیسی: Mawaan Rizwan؛ زادهٔ ۱۸ اوت ۱۹۹۲) بازیگر، فیلم‌نامه‌نویس، کارگردان و کمدین اهل بریتانیا است. وی از سال ۲۰۰۸ میلادی تاکنون مشغول فعالیت بوده است. او کارش را به‌عنوان یوتیوبر آغاز کرد.

## اوایل زندگی
رضوان در لاهور، پاکستان به دنیا آمد. مادرش، شهناز، در تعدادی از فیلم های پاکستانی ایفای نقش کرده بود. آنها در سال ۱۹۹۴ به لندن مهاجرت کردند. شش سال بعد، رضوان و خانواده‌اش تهدید به اخراج از بریتانیا شدند، اما در نهایت پس از اعتراض، به آنها اجازه اقامت نامحدود در بریتانیا داده شد.

## زندگی شخصی
رضوان همجنسگرا است و در سن ۲۴ سالگی نزد والدین مسلمان  خود آشکارسازی کرد.